# Valledolmo (stacja kolejowa)
Valledolmo (wł. Stazione di Valledolmo) – stacja kolejowa w Valledolmo, w prowincji Palermo, w regionie Sycylia, we Włoszech. Stacja znajduje się na linii Palermo – Katania.
Według klasyfikacji RFI ma kategorię brązową.

## Linie kolejowe
- Linia Palermo – Katania